# Ziemia mielnicka

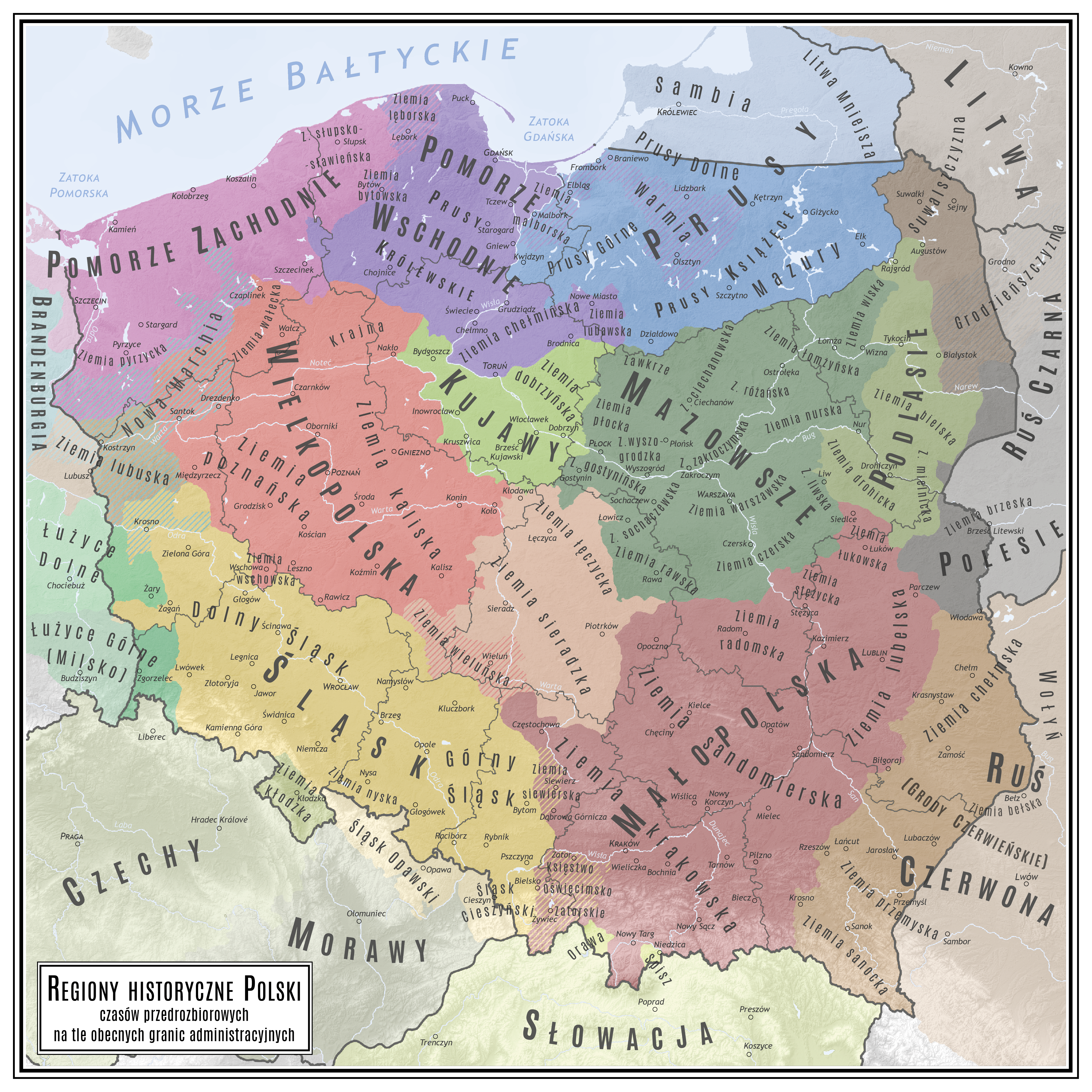
Podlasie i inne krainy historyczne Polski na tle współczesnych granic administracyjnych

Ziemia mielnicka – obszar w woj. podlaskim, którego głównym miastem był Mielnik, obecnie jako kraina historyczna jest częścią Podlasia. Po raz pierwszy jako odrębna jednostka terytorialna wzmiankowana była w akcie ustanowienia województwa podlaskiego z 1520 roku. Ziemia ta finalnie wyodrębniła się na przełomie lat 30. i 40. XVI wieku z ziemi drohickiej. Szlachta tej ziemi sejmiki odbywała w Drohiczynie, wybierając 2 posłów na sejm walny. Od roku 1566 Mielnik był stolicą ziemi mielnickiej. W roku 1569 ziemia mielnicka została inkorporowana do Korony Królestwa Polskiego. Dwa miasta królewskie w ziemi mielnickiej, Mielnik i Łosice, były siedzibami starostw. Pozostałe miasta: Międzyrzec, Siemiatycze, Niemirów, Horodyszcze i Rossosz były głównymi ośrodkami dóbr. Do XVII wieku z ziemi mielnickiej odłączono Siemiatycze z okolicami oraz Boćki Sapiehów, a przyłączono znaczne obszary na południe od Bugu z centrami w Kozieradach (Konstantynowie), Międzyrzecu, Rossoszy i Horodyszczu. W takich granicach ziemia mielnicka istniała do 1795 roku.
Od północy ziemia mielnicka graniczyła z ziemią bielską, od zachodu z ziemią drohicką, od wschodu z ziemią brzeską i od południa w rejonie rzeki Krzna. Wschodnia granica ziemi mielnickiej była po Unii Lubelskiej granicą z Wielkim Księstwem Litewskim. Przez tę ziemię przechodził ważny trakt królewski przekraczający rzekę Bug przez most w Mielniku, a po jego zniszczeniu przez most w Turnej.
Ziemia mielnicka posiadała eksklawę położoną na granicy województwa lubelskiego oraz województwa brzeskolitewskiego. Najbardziej znaczącym miastem na terenie eksklawy był Rossosz.
23 października 1501 zatwierdzono w Mielniku jeden z aktów unii polsko-litewskiej – król Aleksander Jagiellończyk zatwierdził akt łączący Polskę i Litwę w jedno państwo poprzez osobę tego samego wybranego władcy. Siedzibą starostów królewskich na ziemi mielnickiej był zamek w Mielniku.
W drugiej połowie XVI wieku ziemia mielnicka obejmowała obszar 1169 km kwadratowych na którym znajdowało się 129 miejscowości (i osad), w tym: 2 miasta królewskie (Mielnik ok. 1520 mieszkańców oraz  Łosice ok. 1130 mieszkańców), 126 wsi oraz 1 osada folwarczna (Chmielów, okolice Chotycz, lokalizacja nieznana). Pod względem własnościowym w ziemi mielnickiej 98 miejscowości stanowiło własność szlachecką, 22 - królewską, 7 - duchowną oraz były 2 miejscowości o własności mieszanej (1 szlachecko-duchowna i 1 królewsko-szlachecka). Struktura własności ziemi mielnickiej wyglądała następująco (dane we włókach): własność królewska (w tym tzw. "włóki miejskie") to 978 włók, duchowna - 61, wielka własność szlachecka - 290,5, średnia wielkość szlachecka - 216,5, drobna własność szlachecka - 123 oraz szlachta bezkmieca - 403,3 włóki co daje 2072,3 włók ziemi uprawnej.
Starostowie mielniccy

(daty oznaczając wzmianki)
- Sanco de Melnyky - starosta od 1388 r.
- Rafał Raczko z Puczyc Puczycki herbu Gozdawa - starosta od 1485 r., sędzia bielski
- Rafał Mleczko de Czaple - starosta od 1493 r.
- Niemira Grzymalicz - starosta mielnicki w latach 1499–1533
- Mikołaj Andruszewicz - starosta mielnicki od 10 XI 1533 do 1535 roku
- Nikodem Janowicz Świejko - starosta w latach 1537–1549
- Bohdan Siemaszko - starosta od 17 sierpnia 1549 r.
- Jan Irzykowicz - wzmiankowany jako starosta w latach 1551, 1554, 1557
- Jarosz Korycki (zm. 1566) - starosta mielnicki w 1559, 1565
- Grzegorz Wołłowicz - starostą od 1566 roku(?)
- Maciej Sawicki - starosta mielnicki od 8 września 1567 r. do rezygnacji w 1576 r., pisarz i sekretarz królewski, wojski drohicki
- Wojciech Sawicki - starosta mielnicki w latach 1576 - 25 grudnia 1611
- Wojciech Niemira herbu Gozdawa (zm. przed 02.02.1625) - starosta mielnicki w latach 1611–1625
- Krzysztof Wiesiołowski herbu Ogończyk - starosta mielnicki od 1626 roku do 19 kwietnia 1637
- Mieczysław Mleczko ze Szkopów - starosta mielnicki od 25 kwietnia 1637 do 19 czerwca 1646
- Wojciech Emeryk Mleczko - starosta mielnicki od 19 czerwca 1646 do 21 kwietnia 1665 r.
- Stanisław Mleczko - starosta od 21 kwietnia 1665 r. do 1667 r.
- Kazimierz Cieciszewski - wzmiankowany jako starosta w latach 1667, 1669, 1672, 1673, 1682
- Jan Seweryn Cieciszewski - wzmiankowany jako starosta w latach 1689, 1697, 1701, 1702
- Szymon Jurski - starosta w latach 1709–1711
- Jan Władysław Kunat Wyrozębski - starosta w latach 1717–1725
- Michał Józef Sapieha (1670-1738) - starostą w roku 1727
- Karol Józef Sedlnicki h. Odrowąż (1703-1761)- starosta mielnicki (1732-1738)
- Aleksander Łukasz Butler (1711-1783) - starosta mielnicki (1739-1775)
- Adam Jakub Szydłowski - starosta mielnicki w 1777, 1791, 1797, 1800, 1807 r.[5]